# Kiso (villa)
Kiso (木祖村 Kiso-mura?) es una villa en la prefectura de Nagano, Japón, localizada en la parte central de la isla de Honshū, en la región de Chūbu. El 1 de marzo de 2021 tenía una población estimada de 2625 habitantes y una densidad de población de 19 personas por km².

## Geografía
Kiso se encuentra en el centro-oeste de la prefectura de Nagano, en el valle del río Kiso.

## Historia
El área de la actual Kiso era parte de la antigua provincia de Shinano. El área se desarrolló como Yabuhara-juku, una estación en la ruta Nakasendō que conecta Edo con Kioto durante el período Edo. La villa moderna de Kiso se estableció el 1 de abril de 1889.

## Demografía
Según los datos del censo japonés, la población de Kiso ha estado disminuyendo en los últimos 50 años.
| Gráfica de evolución demográfica de Kiso entre 1940 y 2015 |
|                                                            |
| Oficina de Estadísticas de Japón                           |